# Александр Великий (пьеса)
«Александр Великий» (фр. Alexandre le grand) — трагедия французского драматурга Жана Расина, написанная и поставленная на сцене в 1665 году.
Главный герой пьесы — Александр Македонский, который изображён не как полководец и правитель, а исключительно как галантный любовник.
«Александр Великий» был написан в 1664 году и стал второй пьесой Расина. В декабре 1664 года его поставила на сцене труппа Мольера. Предполагалось, что у этой труппы есть долгосрочные права на трагедию, но совсем скоро Расин передал «Александра» труппе Бургундского отеля, и новый спектакль состоялся спустя всего две недели после премьеры. Шаг драматурга был оценён в обществе как явно некорректный и привёл к разрыву отношений с Мольером. Тем не менее у зрителей пьеса имела большой успех, Расин стал одним из наиболее известных драматургов Франции, укрепилась его репутация в придворных кругах: король Людовик XIV мог узнать себя в Александре. 